# Tortula lazarenkoi
Tortula lazarenkoi är en bladmossart som beskrevs av Savicz-ljubitskaya 1965. Tortula lazarenkoi ingår i släktet tussmossor, och familjen Pottiaceae. Inga underarter finns listade i Catalogue of Life.